# 西格西格縣
西格西格縣（西班牙語：Cantón Sígsig），是厄瓜多爾的縣份，位於該國南部，由阿蘇艾省負責管轄，面積657平方公里，距離昆卡60公里，2001年普查人口總數為24,635人，人口密度每平方公里37.5人。